# Шлески ратови
Шлески ратови су три рата вођена средином 18. века између Краљевине Пруске (под краљем Фридрихом Великим) и Хабзбуршке монархије (под надвојвоткињом Маријом Терезијом) за контролу средњеевропског региона Шлезије (сада у југозападној Пољској). Први (1740–1742) и Други (1744–1745) шлески рат чинили су делове ширег рата за аустријско наслеђе, у којем је Пруска била члан коалиције која је тражила територијалну добит на рачун Аустрије. Трећи Шлески рат (1756–1763) је био поприште глобалног Седмогодишњег рата, у којем је Аустрија заузврат предводила коалицију сила са циљем да заузму пруску територију.
Ниједан посебан догађај није покренуо ратове. Пруска је навела своје вековима старе династичке претензије на делове Шлезије као сasus belli, али су реална политика и геостратешки фактори такође играли улогу у изазивању сукоба. Оспорена сукцесија Марије Терезије на Хабзбуршку монархију према Прагматичној санкцији из 1713. пружила је прилику Пруској да ојача у односу на регионалне ривале као што су Саксонија и Баварска.
Уопштено се сматра да су сва три рата завршена пруским победама, а први је резултирао уступањем  Пруској већег дела Шлезије, од стране Аустрије. Пруска је из Шлеских ратова изашла као нова европска велика сила и водећа држава протестантске Немачке, док је пораз католичке Аустрије од мање немачке силе значајно нарушио престиж Хабзбурга. Сукоб око Шлезије наговестио је ширу аустро-пруску борбу за хегемонију над народима немачког говорног подручја, која ће касније кулминирати у аустро-пруском рату 1866. године.

## Контекст и узроци
Почетком 18. века владајућа династија Хоенцолерна у Бранденбург - Пруској имала је династичке претензије на неколико војводстава у оквиру Хабзбуршке провинције Шлезије, насељене и просперитетне области која се граничи са основном територијом Пруске у маркгрофовији Бранденбург.  Поред своје вредности као извора пореских прихода, индустријске производње и војних регрута, Шлезија је имала велики геостратешки значај за више страна. Долина Горње Одре представљала је природни војни канал између Бранденбурга, Краљевине Бохемије и Маркгрофовије Моравије, а која год власт је држала територију могла је да угрози њене суседе. Шлезија је такође лежала дуж североисточне границе Светог римског царства, омогућавајући да се ограничи утицај Пољско-литванске заједнице и Руског царства унутар Немачке. 

### Захтеви Бранденбург-Пруске
Захтеви Бранденбург-Пруске у Шлезији били су делимично засновани на уговору о наслеђу из 1537. између шлеског Пјастог војводе Фридриха II од Легнице и Хоенцолернског кнеза-изборника Јоакима II Хектора Бранденбуршког, при чему су шлеска војводства Легница (или Лигниц), Волов и Бриг (или Брзиг) требало да припадну Хоенцолернима од Бранденбурга ако династија Пјаста у Шлезији изумре. У то време хабзбуршки краљ Фердинанд I из Бохемије одбацио је споразум и извршио притисак на Хоенцолерне да га одбаце.  Године 1603. хоенцолернски изборник Јоаким III Фридрих од Бранденбурга је посебно наследио Шлеско војводство Јегерндорф од свог рођака, маркгрофа Георга Фридриха од Бранденбург-Ансбаха, и поставио свог другог сина Јохана Георга за војводу. 
У Чешком устанку 1618. и Тридесетогодишњем рату који је уследио, Јохан Георг се придружио шлеским поседима у побуни против католичког цара Светог римског царства Фердинанда II.  После победе католика у бици на Белој планини 1621. године, цар је конфисковао војводство Јохана Георга и одбио да га врати његовим наследницима након његове смрти, али су Хоенцолерни од Бранденбурга наставили да се афирмишу као легитимни владари Јегерндорфа.  Године 1675. „Велики изборник“ Фридрих Вилхелм од Бранденбурга полагао је право на Лигниц, Волов и Бриг када је шлеска линија Пјаста окончана смрћу војводе Георга Вилхелма од Лигница, али је хабзбуршки цар занемарио захтеве Хоенцолерна, а земље су прешле под власт круне. 
Године 1685, када је Аустрија била ангажована у Великом турском рату, цар [[Леополд I, цар Светог римског царства|Леополд I дао је Великом изборнику кнезу Фридриху Вилхелму непосредну контролу над Шлеском ексклавом Свјебођин у замену за војну подршку против Турака и предају нерешених Хоенцолернових захтева у Шлезији. После ступања на дужност сина и наследника Великог изборника кнеза Фридриха I од Бранденбурга, цар је поново преузео контролу над Свјебођином 1694, тврдећи да је територија доживотно додељена само покојном Великом изборнику.  Као млади принц, Фридрих је тајно пристао на ово враћање у замену за  исплату неких Леополдових дугова,  али је као монарх одбацио споразум и поново потврдио старе претензије Хоенцолерна на Јегерндорф и наслеђе Шлеског Пјаста. 

### Аустријска сукцесија
Две генерације касније, новокрунисани хоенцолернски краљ Фридрих II од Пруске формирао је планове о Шлезији убрзо након што је наследио престо у мају 1740.  Фридрих је проценио да су тврдње његове династије веродостојне,  и наследио је од свог оца велику и добро обучену пруску војску и богату краљевску ризницу.  Аустрија је била у финансијској кризи, а њена војска није била ојачана ни реформисана након срамотног наступа у аустро-турском рату 1737–1739.  Европска стратешка ситуација је била повољна за напад на Аустрију, пошто су Британија и Француска окупирале пажњу једна другој у рату за Џенкинсово уво, а Шведска је кренула ка рату са Русијом.  Изборници Баварске и Саксоније такође су имали претензије према Аустрији и чинило се да ће се придружити нападу.  Иако су династичке тврдње Хоенцолернова обезбедиле легални сasus belli, реалполитика и геостратегија су одиграла водећу улогу у изазивању рата. 
Прилика да Бранденбург-Прусија инсистира на својим захтевима указала се када је Хабзбуршки цар Светог римског царства Карло VI умро у октобру 1740. без мушког наследника. Прагматичном санкцијом из 1713, Карло је одредио своју најстарију ћерку Марију Терезију као наследницу његових наследних титула. Након његове смрти постала је владар Аустрије, као и чешких и угарских земаља у оквиру Хабзбуршке монархије.  Прагматску санкцију су генерално признавале империјалне државе, али када је Карло умро, одмах су је оспориле Пруска, Баварска и Саксонија. 

### Креће се ка рату
Фридрих је у аустријском женском наслеђу видео повољан тренутак за заузимање Шлезије, називајући то „сигналом за потпуну трансформацију старог политичког система“ у писму Волтеру из 1740. године.  Он је тврдио да се Прагматична санкција не односи на Шлезију, коју су Хабзбурговци држали као део царског домена, а не као наследни посед. Фридрих је такође тврдио да је његов отац, краљ Фридрих Вилхелм I сам пристао на санкцију у замену за уверавања о аустријској подршци Хоенцолерновим захтевима на рајнска војводства Јулих и Берг, која се још нису остварила.  
У међувремену, принц-изборник Карло Алберт од Баварске и принц-изборник Фридрих Август III Саксонски су се оженили са по једном од старијих рођака Марије Терезије из старијег огранка Хабзбуршке куће, и користили су ове везе да оправдају претензије на хабзбуршку територију у одсуству мушког наследника.  Фридрих Август, који је владао Пољском у персоналној унији, био је посебно заинтересован за стицање контроле над Шлезијом како би повезао своја два царства у једну територију (која би скоро окружила Бранденбург); Фридрихова жеља да спречи овакав исход допринела је његовој журби да крене против Аустрије када је спорна сукцесија пружила ту прилику. 

### Методе и технологије
Европско ратовање у раном модерном периоду карактерисало је обимно коришћење ватреног оружја у комбинацији са традиционалнијим сечивим оружјем. Европске армије из 18. века биле су формиране око јединица масовне пешадије наоружане кубурама глатке цеви и бајонетима. Коњаници су били опремљени сабљама и пиштољима или карабинима; лака коњица је коришћена углавном за извиђање, снимање и тактичке комуникације, док је тешка коњица коришћена као тактичка резерва и распоређена за ударне нападе. Глатко-цевна артиљерија је пружала ватрену подршку и играла је водећу улогу у опсадном рату. Стратешко ратовање у овом периоду било је усредсређено на контролу кључних утврђења постављених тако да командују околним регионима и путевима, а дуготрајне опсаде биле су уобичајена карактеристика оружаног сукоба. Одлучујуће борбе на терену биле су релативно ретке, иако су играле већу улогу у Фридриховој теорији ратовања него што је то било типично међу његовим савременим противницима. 
Шлески ратови, као и већина европских ратова 18. века, вођени су као такозвани кабинетски ратови у којима су дисциплиноване регуларне војске биле опремљене и снабдевене од стране државе да воде рат у име суверених интереса. У окупираним непријатељским територијама су редовно наплаћивани порези и захтевана су новчана средства, али су злочини великих размера над цивилним становништвом били ретки у поређењу са сукобима у претходном веку.  Војна логистика је била одлучујући фактор у многим ратовима, пошто су војске постале превелике да би се издржавале у дугим кампањама само тражењем хране и пљачком. Војне залихе су биле ускладиштене у централизованим магацинима и дистрибуиране теретним запрегама које су биле веома осетљиве на непријатељске нападе.  Војске генерално нису биле у стању да издрже борбене операције током зиме и нормално су успостављале зимовнике у хладној сезони, настављајући своје борбе са повратком пролећа. 

## Први шлески рат
Након смрти цара Карла, 20. октобра 1740, Фридрих је брзо одлучио да нападне први; 8. новембра наредио је мобилизацију пруске војске, а 11. децембра је поставио ултиматум Марији Терезији тражећи уступање Шлезије.  Заузврат, понудио је да штити све остале хабзбуршке поседе против било каквог напада, плати велику новчану одштету,  призна прагматичну санкцију и да свој глас за изборника Бранденбурга мужу Марије Терезије, војводи Францу I  на предстојећим царским изборима уместо преминулог Карла. 
Не чекајући одговор и без објаве рата, повео је пруске трупе преко слабо брањене шлеске границе 16. децембра, чиме је започео Први шлески рат.  До краја јануара 1741. скоро цела Шлезија је била под пруском контролом, а преостала аустријска упоришта Глогов, Бриг (Бжег) и Ниса су била под опсадом.  Крајем марта аустријске снаге су ослободиле опсаду Нисе, али су се главне пруске снаге ангажовале и поразиле их у бици код Молвица 10. априла, обезбеђујући пруску контролу над регионом. 
Након пораза Аустрије код Молвица, и друге силе су се охрабриле да нападну опкољено надвојводство, проширивши сукоб у оно што ће постати Рат за аустријско наслеђе.  Док су Баварска, Саксонија, Француска, Напуљ и Шпанија напале Аустрију на више фронтова током наредних месеци, Фридрих је започео тајне мировне преговоре са Маријом Терезијом, уз британско наговарање и посредовање;  9. октобра Аустрија и Пруска пристале су на тајно примирје познато као Конвенција Клајн Шнелендорф, према коме се Аустрија обавезала да ће на крају уступити Доњу Шлезију у замену за мир. 
Како је Аустрија концентрисала своје снаге против других својих непријатеља и стекла земљу у ширем рату, Фридрих је закључио да Аустријанци немају намеру да испоштују Конвенцију и уступе територију у Шлезији. Да би даље притиснуо Аустрију, одбио је примирје и обновио сопствене офанзивне операције.  У децембру 1741. године пруске снаге су напредовале у Моравској, заузеле Оломоуц и опколиле тврђаву у Клодском на рубу Чешке.  У јануару 1742. војвода Карло Алберт од Баварске победио је на изборима за царство 1742. и постао цар Светог римског царства.  У фебруару је Фридрих организовао заједничко напредовање преко Моравске према Бечу са Саксонцима и Французима, али су Пруски савезници били невољни и некооперативни, па је кампања прекинута у априлу, након чега су се Пруси повукли у Бохемију и Горњу Шлезију.  
Аустрија се у контранападу на Бохемију сукобила са Фридриховим Прусима 17. маја и тесно је поражена у бици код Хотусице. Овај пораз је оставио Аустрију без средстава да истера своје непријатеље из Бохемије, а обновљени мировни преговори са Пруском почели су у Вроцлаву.  Под британским притиском,  Аустрија је пристала да Пруској уступи велики део Шлезије, заједно са округом Глац у Бохемији,  док је Аустрија задржала два мала дела крајњег јужног краја Шлезије. Пруска је такође пристала да преузме неке од дугова Аустрије и да остане неутрална до краја рата који је у току. Овај мировни споразум је усвојен Уговором из Вроцлава, којим је окончан Први Шлески рат 11. јуна 1742. године, касније озваничен Берлинским уговором. 

## Други шлески рат
Мир са Пруском омогућио је Аустријанцима и њиховим британско-хановерским савезницима да преокрену успехе Француза и Бавараца 1741. До средине 1743. Аустрија је повратила контролу над Бохемијом, отерала Французе назад преко Рајне и окупирала Баварску.  У септембру 1743. Британија, Аустрија и Пијемонт-Сардинија закључиле су нови савез према Вормском уговору, што је навело Фридриха да посумња да је Марија Терезија намеравала да поново заузме Шлезију чим се рат на другом месту заврши.  7. августа 1744. Пруска је објавила своју интервенцију у текућем сукобу у име цара Карла Алберта, а Фридрих је 15. августа повео војнике преко границе у Бохемију, чиме је започео Други Шлески рат. 
Пруске снаге су се окупиле у Прагу, заузевши град 16. септембра, а ова нова претња одвукла је аустријску војску назад из Француске преко Баварске.  Французи нису успели да поремете аустријско премештање снага,  па је аустријска војска могла брзо и пуном снагом да се врати у Чешку. Фридрих је окупио своје снаге око Прага и покушао да изнуди одлучујући сукоб, али се аустријски командант Ото Фердинанд фон Траун усредсредио на узнемиравање линија снабдевања освајача, на крају приморавши Прусе да напусте Бохемију и повуку се у Горњу Шлезију у новембру. 
Варшавским уговором из јануара 1745. Аустрија је успоставила нови „четвороструки савез“ између Аустрије, Британије, Саксоније и Низоземске Републике.  У међувремену, цар Карло Алберт је умро 20. јануара, поништивши разлоге за Фридрихово савезништво.  Аустрија је обновила офанзиву на Баварску у марту 1745, одлучно поразивши француско-баварску војску у бици код Пфафенхофена 15. априла и склопивши мир са Максимилијаном III Баварским (сином покојног цара Карла Алберта) Уговором из Фисена 22. априла. 
Победивши Баварску, Аустрија је започела инвазију на Шлезију. Крајем маја, аустријско-саксонска војска је прешла кроз Крконоше у Шлезију, али је била изненађена и одлучно поражена од стране Фридриха у бици код Хоенфридберга 4. јуна.  Пруси су пратили аустријско-саксонску војску која се повлачила у Бохемију, улогоривши се дуж Лабе.  Током наредних месеци Марија Терезија је добила подршку довољног броја кнежева изборника да постави свог мужа по имену цар Светог Римског Рима Франц I, 13. септембра у Франкфурту, постигавши један од својих главних циљева у рату. 
Аустријанци су 29. септембра напали Фридрихов логор у Бохемији, што је резултирало пруском победом у бици код Сора, упркос изненађења и надмоћног броја.   Убрзо су мале залихе приморале Прусе да се повуку у Горњу Шлезију током зиме.  У новембру су Аустрија и Саксонија припремиле изненадну двоструку инвазију на Бранденбург, надајући се да ће заузети Берлин и одмах окончати рат.   Фридрих је 23. новембра изненадио аустријске освајаче у бици код Хенерсдорфа, збунивши и распршивши веће аустријске снаге.  У међувремену, друга пруска војска под командом Леополда I од Анхалт-Десауа напредовала је у западну Саксонију, напала и уништила главнину саксонске војске у бици код Кеселдорфа 15. децембра, након чега су Пруси заузели Дрезден. 
У Дрездену су зараћене стране преговарале о мировном споразуму, према коме Марија Терезија признаје пруску контролу над Шлезијом и Глацом, док је Фридрих признао Франца I као цара Светог римског царства и поново се обавезао на неутралност до краја рата за аустријско наслеђе.  За своју улогу у аустријском савезу, Саксонија је била приморана да плати милион риксдолара репарације Пруској. Границе региона су тако потврђене на status quo ante bellum, што је био главни циљ Пруске.  Овај Дрезденски уговор потписан је 25. децембра 1745. чиме је окончан Други Шлески рат између Аустрије, Саксоније и Пруске. 

## Између ратова
Након повлачења Пруске, шири рат за аустријско наслеђе настављен је још две године, окончавши се Ахенским миром 1748. Упркос обавезама преузетим Дрезденским уговором, Марија Терезија је и даље одбијала да Светом римском царству призна суверенитет Пруске у Шлезији, а Фридрих је заузврат одбијао да призна легитимитет Марије Терезије као суверена у боемским земљама према Прагматској санкцији. Основни сукоб око Шлеске био је нерешен, а обе стране су провеле године мира припремајући се за поновни сукоб.
Пруска је изградила и проширила утврђења на стратешким тачкама у Шлезији , а војска је почела да поново опрема своје артиљеријске јединице тежим пушкама.  Круна је успоставила прву централну банку Пруске, а ризница је прикупљала средства током мира.  Овим средствима, и избегавањем било каквих провокација према Русији, надао се да ће управљати аустријском претњом и сачувати равнотежу снага. 
Након Дрезденског уговора, Марија Терезија је покренула талас такозваних терезијанских реформи  администрације и војске и наложила ревизију дипломатске политике своје владе.  Њен канцелар Фридрих Вилхелм фон Хаугвиц надгледао је драматичну реформу система опорезивања у царству, чиме је финансирано значајно проширење аустријске војске.  Фелдмаршал Леополд Јозеф фон Даун је стандардизовао опрему војске и професионализовао њену обуку, ослањајући се на пруски модел.  Године 1746. Марија Терезија је ушла у одбрамбени пакт са руском царицом Јелисаветом којим су се њихова два царства удружила против Пруске.  Почевши од 1753. министар иностраних послова Венцел Антон фон Кауниц тежио је топлијим односима са традиционалним ривалом Аустрије, Краљевином Француском.  1756. ови напори су навели Аустрију да одустане од савеза са Британијом у корист новог француско-аустријског савеза, док су Пруска и Британија ушле у одбрамбени савез по Вестминстерској конвенцији, довршавајући дипломатско преуређење европских сила познато као Дипломатска револуција.  

## Трећи шлески рат
Како су Аустрија, Француска и Русија формирале нову антипруску коалицију, Фридрих је постао уверен да ће Пруска бити нападнута почетком 1757. и поново је одлучио да удари први.  29. августа 1756. превентивно је извршио инвазију на суседну Саксонију, чиме је започео Трећи шлески рат.  Како су се савезници Аустрије и Пруске придружили борбама, сукоб се брзо проширио у оно што је постало пан-европски седмогодишњи рат. Пруси су заузели Саксонију крајем 1756. и остварили велики напредак у Чешкој почетком 1757. године, победивши у низу битака док су напредовали до Прага. У мају су пруске снаге одбациле аустријске браниоце у бици код Прага, уз велике губитке, а затим извршиле опсаду града. Аустријски контранапад је кулминирао великом аустријском победом у бици код Колина 18. јуна, која је у потпуности избацила Прусе из Бохемије.  У међувремену, руска и шведска инвазије са истока и севера поделила је снаге Пруске.  Руски освајачи у Источној Пруској су победили у бици код Грос Јегерсдорфа 30. августа, али су постигли мали стратешки напредак због понављајућих логистичких проблема. 
Крајем 1757. царске и француске снаге покушале су да поврате Саксонију са запада, али су доживеле одлучујући пораз у бици код Росбаха 5. новембра.  Ова битка је обезбедила Пруску контролу над Саксонијом на неко време, а пораз је у великој мери смањио спремност Француске да додатно допринесу Шлеском рату.  Друга аустријска војска је извршила инвазију на Шлезију, остваривши значајан напредак све док није била одлучно поражена у бици код Лојтена 5. децембра  након чега су Пруси прогнали поражену аустријску војску назад у Бохемију и повратили контролу над скоро целом Шлезијом.  Током зиме, комбинована пруско-хановерска војска покренула је серију офанзива које су на крају истерале Французе из Вестфалије и преко Рајне, обезбеђујући западни бок Пруске за време трајања рата. 
Средином 1758. Пруска је напала Моравску, опседајући Оломоуц крајем маја.  Град је био добро брањен, а до краја јуна залихе Пруса су биле исцрпљене. Аустријанци су пресрели и уништили велики пруски конвој за снабдевање 30. јуна у бици код Домштата, и освајачи су напустили опсаду, повлачећи се у Горњу Шлезију.  Руске снаге су напредовале кроз Источну Пруску да би угрозиле Бранденбург, борећи се са Прусима до скупог повлачења 25. августа у бици код Цорндорфа.  Аустријска војска која је напредовала у Саксонију је слабо напредовала, упркос томе што је однела значајну победу у бици код Хохкирха 14. октобра. 
1759. године уједињено аустријско и руско напредовање ка источном Бранденбургу кулминирало је великим пруским поразом у бици код Кунерсдорфа 12. августа, али победнички савезници нису прогонили поражене Прусе нити су заузели пруску престоницу у Берлину.  Након Кунерсдорфа, Фридрих је накратко поверовао да је рат потпуно изгубљен, али унутрашњи сукоби коалиције и неодлучно вођство дали су Пруској другу шансу, догађај који је касније Фридрих назвао „чудом куће Бранденбург“.  У наредним месецима Аустријанци су поново заузели Дрезден и већи део Саксоније,  са повременим сукобима у Саксонији који су се настављали и следеће године. 
1760. године Аустријанци су напредовали у Доњу Шлезију, где су пруска и аустријска војска маневрисале једна против друге неко време пре него што су се упустиле у битку код Лигница 15. августа; битка се завршила пруском победом, ометајући напредовање Аустријанаца и враћајући пруску контролу над Доњом Шлезијом.  Крајем 1760. Руси и Аустријанци су накратко окупирали Берлин,  а 3. новембра главне пруске и аустријске војске водиле су битку код Торгауа; тесна пруска победа која се показала скупом за обе стране.  Године 1761. исцрпљене пруске и аустријске снага су биле слабо активне, али су руске снаге напредовале у Померанији и источном Бранденбургу што је претило одлучујућим крајем рата следеће године. 
У јануару 1762, Аустрију је изненада напустио руски савезник након смрти царице Јелисавете. Наследио ју је ватрено пропруски Петар III, који је одмах повукао своју војску из Берлина и Помераније и склопио мир са Пруском уговором у Санкт Петербургу 5. маја. Петар је збачен и убијен у року од неколико месеци, али до тада се рат поново променио у корист Пруске, а Русија није наставила непријатељства.  Обе стране су биле исцрпљене, а мировни преговори за окончање ширег Седмогодишњег рата почели су крајем 1762. године. На крају, преговарачи су се поново сложили о повратку на status quo ante bellum, потврђујући Пруску контролу над Шлезијом у Хубертусбуршком уговору у фебруару 1763.  Пруска се такође обавезала да ће подржати избор сина Марије Терезије, надвојводе Јозефа, као светог римског цара. 

## Исход
Шлески ратови завршени су пруском победом над Аустријом, што је широко подржано у историографији.  Пруска је заузела и одбранила дуго држану хабзбуршку територију, а исходи другог и трећег рата потврдили су ову основну чињеницу. Ови сукоби су изазвали широко престројавање у европском дипломатском систему тог времена, успостављајући ривалство између Аустрије и Пруске које ће дефинисати немачку политику током једног века све до после Аустро-пруског рата 1866. 

### Пруска
Неочекивана победа Пруске над Хабзбуршком монархијом издвојила ју је од немачких ривала као што су Баварска и Саксонија , што је обележило успон Пруске до статуса европске велике силе , као и водеће силе протестантске Немачке.  Краљевство је добило око 35.000 квадратних километара нове територије и око милион нових поданика у Глацу и Шлезији,  насељеном и густо индустријализованом региону који ће пруској држави допринети значајном радном снагом и порезима.   Геостратешки, Шлезија је такође пружила Пруској претећу позицију у односу на Саксонију и Аустрију и снажну одбрану од опкољавања од стране Пољске.  Фридрихов лични углед је у великој мери побољшан његовим успесима у ратовима, чиме је добио епитет „Фридрих Велики“.  Његово мало краљевство је победило Хабзбуршку монархију, што је достигнуће које се савременим посматрачима чинило чудесним. 
Ратови су ипак оставили привреду и становништво краљевства разореним, а већи део остатка владавине Фридрих је провео у поправљању штете. Да би ублажио губитке становништва, краљ је наставио очеву политику подстицања протестантских избеглица из католичких области да се преселе у Пруску.  Поновљене девалвације валуте наметнуте за финансирање сукоба довеле су до брзе инфлације и великих економских поремећаја у Пруској (и у окупираној Саксонији).  Након ратова држава је почела да користи своју мрежу војних складишта житарица и акцизе на жито да стабилизује цене хране и ублажи несташицу жита. Пруска је такође успоставила рудиментарни систем социјалне заштите за осиромашене и инвалидне ветеране Шлеских ратова. 
Пруске оружане снаге су имале велике губитке у ратовима, а официрски кор је био озбиљно исцрпљен. Након мира у Хубертусбургу, држава није имала ни новца ни људства да обнови војску на ниво у време Фридриховог доласка.  У следећем Рату за баварско наслеђе (1778–1779) Пруси су се борили лоше, упркос томе што их је поново лично водио Фридрих, а пруска војска није добро прошла против револуционарне Француске 1792–1795. 1806. Наполеонови Французи су разбили Прусе у бици код Јене; тек након низа реформи мотивисаних катастрофама 1806–1807, пруска војна моћ је поново почела да расте. 

### Аустрија
Порази у Шлезским ратовима коштали су Хабзбуршку монархију њене најбогатије провинције , а капитулирање пред слабијим немачким принцом значајно је нарушило престиж Хабзбуршке куће.  Потврда Пруске као прворазредне силе и повећан престиж њеног краља и војске били су дугорочне претње аустријској хегемонији у Немачкој.  Ипак, добијањем подршке Пруске за царске изборе свог мужа и сина, Марија Терезија је обезбедила наставак титуларне превласти своје породице у Светом римском царству, иако је то било далеко мање него што се надала.  Пораз у прва два Шлеска рата од стране непријатеља тако очигледно инфериорног створио је снажан подстицај за промене унутар Хабзбуршке монархије, што је резултирало првим таласом терезијанских реформи: широким реструктурирањем хабзбуршке администрације и војске, и тотално престројавање хабзбуршке спољне политике кроз „Дипломатску револуцију”. 
Након поновног разочарања после Трећег шлеског рата, уследио је други талас терезијанских реформи. Године 1761. Хабзбуршка монархија је дефинисала нова централизована административна тела и тела за креирање политике како би поједноставила оно што је често био хаотичан извршни процес. Шездесетих и седамдесетих година 17. века уложени су енергични напори да се побољша наплата пореза, посебно у Ломбардији и Аустријској Низоземској, што је довело до значајног повећања државних прихода.  Године 1766. круна је објавила свој први заједнички кодекс закона, Codex Theresianus, у настојању да уједини правне системе царства.  Са циљем да повећа способност сељаштва да доприноси државној пореској основи, Марија Терезија је између 1771. и 1778. издала серију царских декрета који су ограничавали принудни сељачки рад у њеним немачким и бохемским земљама, а њен син је наставио процес са својим Декретом за кметство.  Држава је такође спровела обавезно основно образовање и успоставила систем световних јавних школа.  Почевши од ових корака, широки напори да се Хабзбуршка монархија модернизује током наредних пола века израсли су из пораза Аустрије, који су кулминирали јозефинизмом 1780-их. 